# Famous Toastery Bowl 2023
Match précédent Match suivant
Le Famous Toastery Bowl 2023 est un match de football américain de niveau universitaire joué après la saison régulière de 2023, le 18 décembre 2023 au Jerry Richardson Stadium (en) situé à Charlotte dans l'État de la Caroline du Nord aux États-Unis. 
Il s'agit de la 9e édition du Famous Toastery Bowl (anciennement Bahamas Bowl).
Le match met en présence l'équipe des Hilltoppers de Western Kentucky issue de la Conference USA et l'équipe des Monarchs d'Old Dominion issue de la Sun Belt Conference.
Il débute vers 14 h 30 locales (21 h 30 en France) et est retransmis à la télévision par ESPN.
Sponsorisé par la chaine de restauration Famous Toastery, le match est officiellement dénommé le 2023 Famous Toastery  Bowl. 
Western Kentucky remporte le match en prolongation sur le score de 38 à 35.

## Présentation du match
Il s'agit de la 8e rencontre entre les deux équipes :
| Saison | Date            | Vainqueur        | Score   | Compétition      |
| ------ | --------------- | ---------------- | ------- | ---------------- |
| 2014   | 25 octobre 2014 | Western Kentucky | 66 - 51 | Saison régulière |
| 2015   | 31 octobre 2005 | Western Kentucky | 55 - 30 | Saison régulière |
| 2016   | 22 octobre 2016 | Western Kentucky | 59 - 24 | Saison régulière |
| 2017   | 20 octobre 2017 | Western Kentucky | 35 - 31 | Saison régulière |
| 2018   | 20 octobre 2018 | Old Dominion     | 37 - 34 | Saison régulière |
| 2019   | 5 octobre 2019  | Western Kentucky | 20 - 03 | Saison régulière |
| 2021   | 16 octobre 2021 | Western Kentucky | 43 - 20 | Saison régulière |

| Équipes | Couleurs | Conférences | Entraîneurs                   | Stats. saison rég. | Classements avant le bowl | Classements avant le bowl | Classements avant le bowl |
| --- | -------- | ----------- | ----------------------------- | ------------------ | ------------------------- | ------------------------- | ------------------------- |
| Équipes | Couleurs | Conférences | Entraîneurs                   | Stats. saison rég. | CFP                       | AP                        | Coaches                   |
| Hilltoppers de Western Kentucky                                                                            |          | C-USA       | Tyson Helton (en) (5e saison) | 7-5                | NC                        | NC                        | NC                        |
| Monarchs d'Old Dominion                                                                                    |          | Sun Belt    | Ricky Rahne (en) (4e saison)  | 6-6                | NC                        | NC                        | NC                        |
| - Arbitre : Andrew Speciale (MAC) - Équipe donnée favorite par les bookmakers : Old Dominion par 2½ points |          |             |                               |                    |                           |                           |                           |

### Hilltoppers de Western Kentucky
Roster 2023 des Hilltoppers
Avec un bilan global en saison régulière de 7 victoires et 5 défaites (5-3 en matchs de conférence), Western Kentucky est éligible et accepte l'invitation pour participer au Famous Toastery Bowl 2023..
Ils terminent 4e de la Conference USA et n'apparaissent pas dans les classements CFP, AP et Coaches.
Il s'agit de leur 2e participation au Famous Toastery Bowl (anciennement Bahamas Bowl) et le 11e bowl de leur histoire :
| Saisons | Dates            | Vainqueurs       | Scores  | Finalistes       | Bilan   |
| ------- | ---------------- | ---------------- | ------- | ---------------- | ------- |
| 2014    | 24 décembre 2014 | Western Kentucky | 49 - 48 | Central Michigan | V : 1-0 |

### Monarchs d'Old Dominion
Roster 2023 des Monarchs
Avec un bilan global en saison régulière de 6 victoires et 6 défaites (5-3 en matchs de conférence), Old Dominion est éligible et accepte l'invitation pour participer au Famous Toastery Bowl 2023
Ils terminent 4e de la Division East de la Sun Belt Conference et n'apparaissent pas dans les classements CFP, AP et Coaches.
Il s'agit de leur 2e participation au Famous Toastery Bowl et le 3e bowl de leur histoire :
| Saisons | Dates            | Vainqueurs   | Scores  | Finalistes       | Bilan   |
| ------- | ---------------- | ------------ | ------- | ---------------- | ------- |
| 2016    | 23 décembre 2016 | Old Dominion | 24 - 20 | Eastern Michigan | V : 1-0 |